# Hormone de stress
Une hormone de stress est une hormone sécrétée par un organisme en période de stress et modifiant l'environnement interne de l'organisme. En remplissant diverses fonctions telles que la mobilisation des sources d'énergie, la régulation à la baisse des processus métaboliques qui ne sont pas immédiatement nécessaires, ou l'augmentation du rythme cardiaque pour les vertébrés, les hormones de stress favorisent la survie de l'organisme. Les sécrétions de certaines hormones sont également minimisées pendant le stress.  
Les hormones de stress incluent, mais ne sont pas limitées à : 
- Cortisol, principale hormone du stress chez l'humain
- Catécholamines telles que l'adrénaline et la noradrénaline
- Vasopressine
- Éthylène pour les plantes